# Macarena Simari Birkner
Macarena María Simari Birkner (* 22. November 1984 in San Carlos de Bariloche) ist eine argentinische Skirennläuferin. 

## Biografie
Macarena ist nach ihrer Schwester María Belén die beste Skirennläuferin Südamerikas und wurde hinter ihr von 2001 bis 2006 sechs Mal in Folge Zweite im South American Cup. In der Saison 2009 gewann sie zum ersten Mal die Gesamtwertung; 2010 und 2012 wurde sie wieder Zweite. Die Slalom- und Riesenslalom-Disziplinenwertungen konnte sie mehrmals gewinnen, darüber hinaus wurde sie mehrmals argentinische Meisterin in Slalom bzw. Riesenslalom. Im Weltcup bestritt Macarena Simari Birkner seit 1999 bereits über 70 Rennen. Dabei erreichte sie zweimal die Punkteränge, 2005 als 20. in der ersten Weltcup-Superkombination der Damen in San Sicario und im März 2016 als 25. der Kombination in Lenzerheide.
Bei den Olympischen Winterspielen 2002 in Salt Lake City, 2006 in Turin,  2010 in Vancouver und 2014 in Sotschi war Macarena Simari Birkner Mitglied der argentinischen Olympiamannschaft. Ihr bestes Ergebnis bei insgesamt 13 Olympiastarts ist der 17. Platz in der Kombination 2002. Zudem nahm sie bereits neunmal an alpinen Skiweltmeisterschaften teil (2001 in St. Anton, 2003 in St. Moritz, 2005 in Bormio/Santa Caterina, 2009 in Val-d’Isère, 2011 in Garmisch-Partenkirchen, 2013 in Schladming, 2015 in Vail/Beaver Creek und 2017 in St. Moritz). Auch ihre besten WM-Ergebnisse erreichte sie in der Kombination bzw. Super-Kombination – Platz 21 in St. Moritz 2003 und Garmisch-Partenkirchen 2011.
Nach 2017 bestritt Macarena Simari Birkner kein internationales Großereignis mehr. Sie startet hauptsächlich im South American Cup.

## Privates
Macarena Simari Birkner entstammt einer sportbegeisterten Familie. Ihre Tanten Magdalena und Carolina sowie ihre Onkel Jorge Raúl Birkner Cogan und Ignacio Birkner waren als Skirennläufer aktiv, ebenso wie ihre Schwestern María Belén und Angélica sowie ihr Bruder Cristian Javier, als auch seine Cousins Jorge Francisco Birkner Ketelhohn und Tomás Birkner de Miguel. Zwei weitere Cousins, Bautista und Francisco Cruz Saubidet Birkner sind Segelsportler.

## Erfolge

### Olympische Winterspiele
- Salt Lake City 2002: 17. Kombination, 31. Super-G, 34. Abfahrt, 39. Riesenslalom
- Turin 2006: 26. Kombination, 31. Riesenslalom, 36. Slalom
- Vancouver 2010: 26. Super-Kombination, 31. Abfahrt, 32. Super-G, 36. Slalom, 45. Riesenslalom
- Sotschi 2014: 20. Super-Kombination, 26. Super-G, 27. Slalom, 32. Abfahrt 39. Riesenslalom

### Weltmeisterschaften
- Garmisch-Partenkirchen 2011: 21. Super-Kombination, 31. Abfahrt, 34. Slalom, 56. Riesenslalom
- Schladming 2013: 26. Super-Kombination, 50. Slalom
- Vail/Beaver Creek 2015: 37. Super-G, 34. Abfahrt
- St. Moritz 2017: 26. Alpine Kombination, 35. Super-G, 37. Abfahrt, 41. Slalom

### Weltcup
- 4 Platzierungen unter den besten 30

### Weltcupwertungen
| Saison  | Gesamt | Gesamt | Kombination | Kombination |
| Saison  | Platz  | Punkte | Platz       | Punkte      |
| ------- | ------ | ------ | ----------- | ----------- |
| 2004/05 | 101.   | 11     | 20.         | 11          |
| 2015/16 | 118.   | 6      | 43.         | 6           |
| 2018/19 | 126.   | 6      | 25.         | 6           |
| 2019/20 | 122.   | 3      | 37.         | 3           |

### South American Cup
- 92 Podestplätze, davon 23 Siege

| Datum              | Ort               | Land  |
| ------------------ | ----------------- | ----- |
| 15. September 2005 | Termas de Chillán | Chile |

| Datum             | Ort       | Land        |
| ----------------- | --------- | ----------- |
| 16. August 2001   | Bariloche | Argentinien |
| 5. September 2005 | La Parva  | Chile       |

| Datum             | Ort       | Land        |
| ----------------- | --------- | ----------- |
| 9. September 2005 | Las Leñas | Argentinien |
| 6. August 2006    | Chapelco  | Argentinien |
| 23. August 2008   | Chapelco  | Argentinien |

| Datum              | Ort            | Land        |
| ------------------ | -------------- | ----------- |
| 18. August 2000    | Antillanca     | Chile       |
| 14. August 2001    | Bariloche      | Argentinien |
| 6. September 2001  | Las Leñas      | Argentinien |
| 12. August 2002    | Cerro Catedral | Argentinien |
| 11. August 2003    | Cerro Catedral | Argentinien |
| 11. August 2004    | Cerro Catedral | Argentinien |
| 13. August 2005    | Cerro Catedral | Argentinien |
| 2. September 2006  | La Parva       | Chile       |
| 11. August 2008    | Cerro Castor   | Argentinien |
| 18. August 2008    | Cerro Catedral | Argentinien |
| 30. August 2008    | La Parva       | Chile       |
| 12. September 2009 | La Parva       | Chile       |
| 8. August 2010     | Ushuaia        | Argentinien |
| 16. August 2011    | Bariloche      | Argentinien |
| 27. August 2011    | La Parva       | Chile       |
| 25. August 2012    | La Parva       | Chile       |
| 27. September 2019 | Antillanca     | Chile       |

| Datum           | Ort      | Land  |
| --------------- | -------- | ----- |
| 29. August 2008 | La Parva | Chile |

### Weitere Erfolge
- 9 Siege in FIS-Rennen
- 7 argentinische Meistertitel